# 10793 Quito
10793 Quito eller 1992 CU2 är en asteroid i huvudbältet som upptäcktes den 2 februari 1992 av den belgiske astronomen Eric W. Elst vid La Silla-observatoriet. Den är uppkallad efter det sydamerikanska landet Ecuadors huvudstad Quito.
Asteroiden har en diameter på ungefär 16 kilometer och den tillhör asteroidgruppen Veritas.